# Tuxpan, Jalisco
Tuxpan är en ort i Mexiko.   Den ligger i kommunen Tuxpan och delstaten Jalisco, i den södra delen av landet, 400 km väster om huvudstaden Mexico City. Tuxpan ligger 1 142 meter över havet och antalet invånare är 32 462.
Terrängen runt Tuxpan är kuperad västerut, men österut är den platt. Runt Tuxpan är det ganska tätbefolkat, med 86 invånare per kvadratkilometer. Närmaste större samhälle är Ciudad Guzmán, 18,8 km nordväst om Tuxpan. Omgivningarna runt Tuxpan är en mosaik av jordbruksmark och naturlig växtlighet.